# Drilonereis spectabilis
Drilonereis spectabilis är en ringmaskart som beskrevs av Hilbig in Blake, Hilbig och Scott 1995. Drilonereis spectabilis ingår i släktet Drilonereis och familjen Oenonidae. Inga underarter finns listade i Catalogue of Life.